# Román-řeka
Román-řeka (francouzsky Roman-fleuve) je rozsáhlé (zpravidla vícesvazkové) románové dílo. V chronologickém sledu (toku) široce větvených románových příběhů a epizod zachycuje osudy jedince, skupiny nebo rodiny v menších i větších časových úsecích. Tento žánr uplatnil ve své tvorbě například Romain Rolland, který také tento termín porvé použil v roce 1908 k charakterizaci svého cyklu románů Jan Kryštof. Ve francouzské literatuře jsou klasickými příklady Balzacova Lidská komedie a Zolův román Rougon-Macquartové.